# Alef Manga
Alef Mangueira Severino Pereira (Santos, 29 de novembro de 1994), mais conhecido como Alef Manga, é um futebolista brasileiro que atua como ponta-esquerda. Atualmente joga no Avaí.

## Carreira

### Início
Natural de Santos, iniciou sua carreira em um clube de futsal santista chamado Saldanha da Gama, aos cinco anos de idade. Em 2007, com 12 anos, foi convidado para jogar no time de futsal do Santos, mudando para o futebol posteriormente. Entretanto, foi dispensado em 2011 e foi representar Jabaquara e São Vicente.
Terminada a sua formação, Alef Manga estreou no profissional pelo Bandeirante, na Segunda Divisão do Campeonato Paulista, onde era conhecido como Dodô. O jogador voltou ao Jabaquara para a temporada de 2016, e mudou-se para o Paraná em 2017 para ingressar no Cascavel.

### Maringá e FC Cascavel
Manga foi o artilheiro da segundona do Campeonato Paranaense pelo Cascavel, e o artilheiro da Taça FPF do ano, já pelo pelo Maringá. Em seguida foi contratado pelo FC Cascavel em 2018, mas foi novamente emprestado ao Maringá em março daquele ano.

### Oliveirense
Alef Manga foi dispensado do Maringá em maio de 2018 depois de duas partidas, e acabou acertando uma transferência para fora em agosto, assinando com o Oliveirense da segunda divisão portuguesa. Após enfrentar lesões, voltou ao Brasil em 2019, e posteriormente foi contratado pelo Coruripe.

### ASA e Portuguesa
Alef Manga mudou para o ASA de Arapiraca em abril de 2019, mas saiu da equipe em junho, após a eliminação na Série D. Em julho, o atacante acertou contrato com a Portuguesa para disputar a Copa Paulista daquele ano, mas saiu no dia 2 de agosto sem atuar.

### Resende e Volta Redonda
Em 9 de dezembro, Alef Manga aceitou ingressar no Resende para jogar o Campeonato Carioca de 2020. Em seguida, voltou ao Coruripe em julho, mas acertou com o Volta Redonda em 24 de setembro, chegando para substituir Saulo Mineiro.

### Goiás
Depois de boas atuações com o Voltaço na Série C de 2020, Alef Manga assinou um contrato de dois anos com o clube em janeiro de 2021. Marcou nove gols no Campeonato Carioca de 2021 e acabou emprestado ao Goiás em maio daquele ano, para a disputa da Série B.

### Coritiba

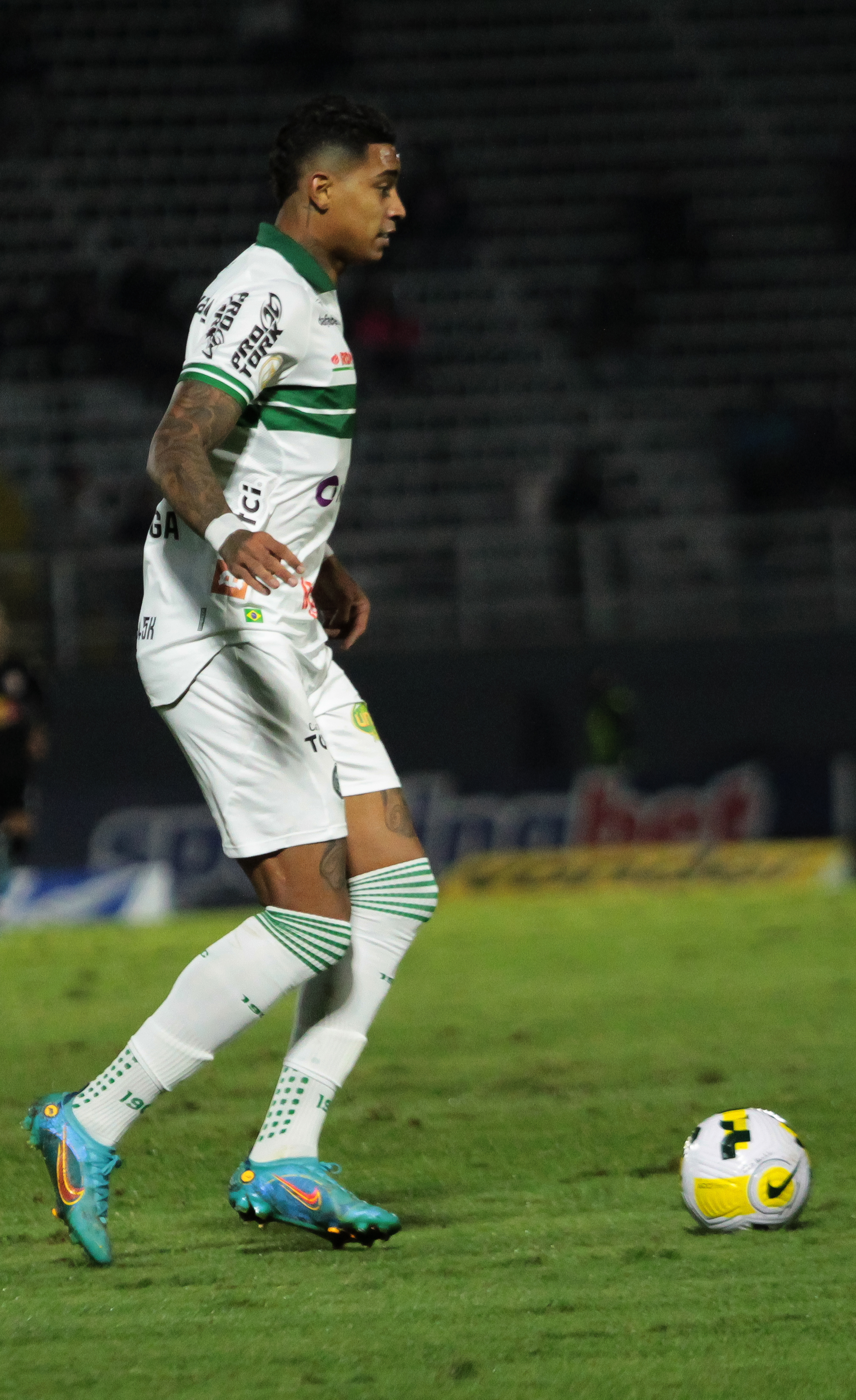
Alef Manga atuando pelo Coritiba em 2022

No dia 30 de dezembro de 2021, após marcar dez gols na campanha do acesso do Goiás à Série A, Alef Manga acertou com o Coritiba, também promovido, assinando por empréstimo de um ano. Em 10 de novembro de 2022, depois de ter sido titular durante a maior parte do Brasileirão, o jogador assinou em definitivo com o Coxa-Branca por dois anos.

#### Suspensão mundial
Em 13 de maio de 2023, o contrato de Manga com o Coritiba foi rescindido, devido a seu envolvimento na Operação Penalidade Máxima. Em 28 de julho, o atacante foi emprestado ao Pafos, do Chipre. Porém, no dia 31 de outubro, a FIFA anunciou sua suspensão mundial por 360 dias.
Depois de confessar o ocorrido, o jogador lamentou o ocorrido e afirmou estar vivendo o pior momento da vida.

#### Retorno aos gramados
Após mais de um ano sem atuar (sua última partida havia sido em 8 de julho de 2023), Alef Manga voltou aos gramados no dia 13 de outubro de 2024, saindo do banco de reservas e marcando um gol na vitória do Coxa por 3–1 contra o Amazonas, válida pela Série B. Na comemoração, o jogador não conteve a emoção e foi bastante abraçado pelos companheiros.

### Avaí
Em dezembro de 2024, o Avaí acertou a contratação do atacante Alef Manga. O atleta de 30 anos firmou vínculo com o Leão da Ilha para a temporada de 2025, e há no contrato uma cláusula de renovação de acordo com a performance do jogador.

## Estatísticas
Atualizadas até 9 de julho de 2023
| Clube             | Ano               | Campeonato                                | Campeonato | Campeonato | Copa  | Copa | Outros | Outros | Total | Total |
| Clube             | Ano               | Divisão                                   | Jogos      | Gols       | Jogos | Gols | Jogos  | Gols   | Jogos | Gols  |
| ----------------- | ----------------- | ----------------------------------------- | ---------- | ---------- | ----- | ---- | ------ | ------ | ----- | ----- |
| Bandeirante       | 2015              | Campeonato Paulista 2ª Divisão            | —          | —          | —     | —    | —      | —      | 9     | 1     |
| Jabaquara         | 2016              | Paulista 2ª Divisão                       | —          | —          | —     | —    | —      | —      | 16    | 6     |
| Cascavel CR       | 2017              | Campeonato Paranaense - Divisão de Acesso | —          | —          | —     | —    | —      | —      | 13    | 9     |
| Maringá           | 2017              | Campeonato Paranaense - Divisão de Acesso | —          | —          | —     | —    | 12     | 11     | 12    | 11    |
| FC Cascavel       | 2018              | Campeonato Paranaense                     | —          | —          | —     | —    | —      | —      | 9     | 1     |
| Maringá (emp.)    | 2018              | Série D                                   | 2          | 0          | —     | —    | —      | —      | 2     | 0     |
| Oliveirense       | 2018–19           | LigaPro                                   | 3          | 0          | —     | —    | —      | —      | 3     | 0     |
| Coruripe          | 2019              | Série D                                   | 0          | 0          | —     | —    | —      | —      | 9     | 3     |
| Coruripe          | 2020              | Série D                                   | 1          | 0          | —     | —    | —      | —      | 3     | 0     |
| Coruripe          | Total             | Total                                     | 1          | 0          | —     | —    | —      | —      | 12    | 3     |
| ASA (emp.)        | 2019              | Série D                                   | 7          | 2          | —     | —    | —      | —      | 7     | 2     |
| Resende (emp.)    | 2020              | Carioca                                   | 0          | 0          | —     | —    | —      | —      | 9     | 2     |
| Volta Redonda     | 2020              | Série C                                   | 9          | 6          | —     | —    | —      | —      | 9     | 6     |
| Volta Redonda     | 2021              | Série C                                   | 0          | 0          | 2     | 3    | —      | —      | 13    | 12    |
| Volta Redonda     | Total             | Total                                     | 9          | 6          | 2     | 3    | —      | —      | 22    | 18    |
| Goiás (emp.)      | 2021              | Série B                                   | 34         | 10         | —     | —    | —      | —      | 34    | 10    |
| Coritiba          | 2022              | Série A                                   | 35         | 9          | 4     | 1    | —      | —      | 54    | 17    |
| Coritiba          | 2023              | Série A                                   | 10         | 4          | 4     | 5    | —      | —      | 25    | 13    |
| Coritiba          | 2024              | Série B                                   | 1          | 1          | —     | —    | —      | —      | 1     | 1     |
| Coritiba          | Total             | Total                                     | 45         | 13         | 8     | 6    | —      | —      | 79    | 30    |
| Total da carreira | Total da carreira | Total da carreira                         | 101        | 32         | 10    | 9    | 12     | 11     | 227   | 93    |

1. ↑  Aparições na Taça FPF

## Títulos
Maringá
- Taça FPF: 2017

Coritiba
- Campeonato Paranaense: 2022

Avaí
- Campeonato Catarinense: 2025[24]

### Prêmios individuais
- Artilheiro do Campeonato Paranaense - Segunda Divisão de 2017 (9 gols)
- Artilheiro da Taça FPF: 2017 (11 gols)
- Artilheiro da Copa do Brasil: 2023 (5 gols)